# علامة دارييه
علامة دارييه (بالإنجليزية: Darier's sign)‏ هيَ تغير مَلحوظ بَعد لَمس إحدى آفات الجلد لدى شَخص مُصاب بكثرة الخلايا البدينة أو بالشرى الصباغي.
بشكلٍ عام يوجد في الجِلد تورم وحكة وحُمَامَى، وهذا يؤدي إلى الضغط على الخلايا الصارية والتي يكون لديها فَرط نشاط في هذا المرض، فتقوم الخلايا الصارية بإطلاق الحبيبات الالتهابية والتي تحتوي على الهستامين المسؤول عن الاستجابة التي تحدث بعد فرك آفة الجلد.

## التسمية
سُميت هذه العلامة نسبةً إلى طبيب الجلد الفرنسي فرديناند جان دارييه الذي وصفها لأول مرة.